# 自転車道の整備等に関する法律
自転車道の整備等に関する法律（じてんしゃどうのせいびとうにかんするほうりつ、昭和45年4月3日法律第16号）は、自転車道の整備に関する日本の法律で、道路法に対する特別法である。通称は自転車道整備法。

## 概要
「交通戦争」と呼ばれた交通事故の急激な増加で、自転車や歩行者の事故が多かった1960年代後半に、遠藤三郎衆議院議員を会長とする国会議員による自転車道路建設推進議員連盟が発足し、1970年（昭和45年）に本法が制定された。なお、この当時二階俊博は遠藤の秘書として制定に尽力し、現在も太平洋岸自転車道の推進を行っている。
日本国内の道路交通事故の防止と交通の円滑化をはかるため、自転車が安全に通行することのできる自転車道等の整備に関し、国および地方公共団体の責務、自転車道の計画的整備、自転車専用道路等の設置、自転車の通行の安全を確保するための交通規制等の措置を定めている。

## 沿革
- 1969年（昭和44年）6月27日 - 衆議院提出[3]
- 1969年（昭和44年）7月1日 - 委員会審議を省略して衆議院可決、参議院提出送付、参議院建設委員会付託[3]
- 1969年（昭和44年）8月5日 - 第61回国会の会期が終了し[4]、審議未了で廃案となる。
- 1970年（昭和45年）3月18日 - 衆議院提出[5]
- 1970年（昭和45年）3月19日 - 委員会審議を省略して衆議院可決、参議院提出送付、参議院建設委員会付託[5]
- 1970年（昭和45年）3月26日 - 参議院建設委員会可決[5]
- 1970年（昭和45年）3月27日 - 国会（参議院）可決[5]
- 1970年（昭和45年）4月3日 - 公布